# 米科拉伊夫卡 (五一城區)
48°0′58″N 30°36′33″E / 48.01611°N 30.60917°E
米科拉伊夫卡（烏克蘭語：Миколаївка），是烏克蘭的村落，位於該國南部尼古拉耶夫州，由五一城區的克里韋奧澤羅市鎮負責管轄，面積0.74平方公里，海拔高度143米，2001年人口121，人口密度每平方公里163.5人。